# Breuil-Cervinia
Breuil-Cervinia (pron. AFI: fr. [bʁœj] - it. [tʃervinja]) är en bergsort som tillhör kommunen Valtournenche (Aostadalen), som ligger på en höjd av 2050 meter över havet vid foten av Matterhorn och anses vara en av de mest kända vinter- och sommarturistorterna i Alperna. 

## Namnets ursprung
Breuil är det ursprungliga namnet på franska och kommer från det arpitiska ordet breuill (eller braoulé), som betecknar en sumpig bergsplatå, ett utbrett toponym i Aostadalen.
Cervinia är det namn som gavs till orten under fascisttiden och hänvisar till berget Matterhorn, som i sin tur härrör från den toponym som Horace-Bénédict de Saussure felaktigt transkriberade i sin text Voyages dans les Alpes som Mont Cervin i stället för Mont Servin, homofoner på franska, som i sin tur härrör från den latinska toponymmen Mons Silvanus ("trädbevuxen kulle").

## Fysisk geografi

### Område
Den ligger 2050 meter över havet. Det är en av de högst belägna permanenta bosättningarna i Europa. Det ligger i norra kanten av Valtournenche, på Matterhorns södra sluttning.
Breuil-Cervinia delas av bäcken Marmore, en av Dora Balteas viktigaste bifloder, och omges av glaciärerna Grandes Murailles, Matterhorngruppen och Monte Rosa.
Matterhorn (Cervino på italienska), Château des Dames, Grandes Murailles, Testa del Leone, Furggen, Klein Matterhorn, Testa Grigia, västra Breithorn och Bec del Pio Merlo syns från anläggningen.

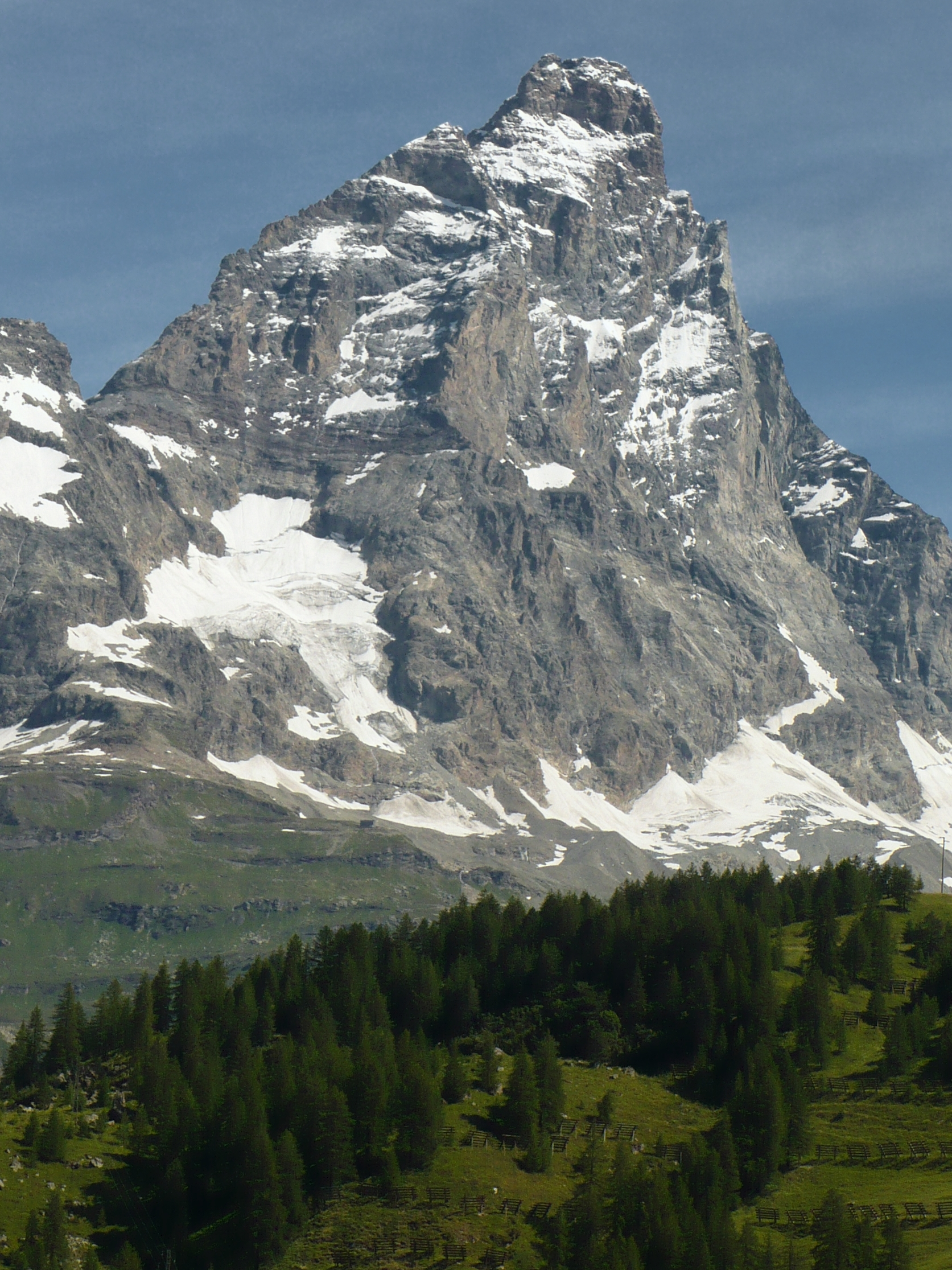
Cervinos sydsida på sommaren

I närheten av Breuil-Cervinia ligger Col du Teodule, ett av de viktigaste alppassen under romersk och medeltida tid.
Det är 27 km från Châtillon, 30 km från Saint-Vincent, ca 50 km från Aosta och ca 10 km i kråkfågelvägen från Zermatt, som det är anslutet till via liftarna i Matterhorn Ski Paradise.
På cirka 2 500 meters höjd ligger orten Plan Maison, medan Plateau Rosa ligger på cirka 3 500 meters höjd och är ansluten med linbana till Testa Grigia vid den schweiziska gränsen.

### Klimat
Klimatet är alpint: vintrarna är kalla med mycket snö och temperaturen sjunker ofta under noll grader. Somrarna är svala och korta.

### Flora och fauna
Floran runt Breuil-Cervinia är typisk för de höga alpina bergen, särskilt de västra alperna.
Det finns många och växande lärkskogar (upp till den naturliga gränsen på 2 500 m.ö.h.), och kronanemone, maskros, hårig rhododendron, alpinros, snödroppe och epilobium är utbredda. Mer sällsynta, men ändå närvarande, är edelweiss, artemisia absinthium och artemisia umbelliformis.
Faunan runt Breuil-Cervinia är typisk för de höga alpina bergen.
Särskilt på sommaren är det inte svårt att stöta på rävar, gemsar, stenbockar, rådjur, huggormar, skägggampar och murmeldjur. Det är mindre vanligt att man ser lund, hermelin, vesslor och ekorrar. Mycket vanligt är dock observationer av passeriner som vit vaktel, gul vaktel, rödhake, rödstjärt och flundra. Slutligen kan man hitta en koloni av gräsänder i närheten av Lake Blu och vid sjöarna Baia delle Foche.
På vintern, då många arter flyttar till platser med mildare temperaturer, kan faunan i Breuil-Cervinia sammanfattas i endast två arter: räven och kråkan.
Vargar har också setts på senare år.

## Historia
Under medeltiden var Alperna inte helt täckta av glaciärer och snö som de var efter den lilla istiden. Detta ledde till att Breuilbäckenet påverkades av en intensiv varu- och handelstrafik till och från den nuvarande kantonen Valais, via Col du Teodule.
Turismen i Breuil började utvecklas med de första Grand Tour-resenärerna, då Alperna var ett konkret exempel på vildmarksidealet.
När bergsklättringen föddes, efter den första bestigningen av Mont Blanc, kom många bergsklättrare till orten för att erövra toppen av Matterhorn. Det var efter den första och andra bestigningen 1865, som gjordes av den engelske bergsbestigaren Edward Whymper genom Hörnli-ryggen och tre dagar senare av Valtournain Jean-Antoine Carrel via Lion-ryggen, som alpina orten fick ett ökat turistflöde. Amé Gorret, klättrarkollega och landsman till Jean-Antoine Carrel, insåg möjligheten att öka turistströmmen till Breuil genom att bygga den första alpina skyddshamnen på Matterhorn. Amé Gorret bad därför den italienska alpina klubben att stödja hans beslut, vilket gav upphov till stugan som ligger på Cravate (4 120 m) på Matterhorn och invigdes 1867. Som ett resultat av denna upptäcktsfärd och den nyfödda bergsrörelsen grundades Matterhorn Guide Society, ett av världens äldsta bergsguidesällskap, i Breuil 1865.
De första hotellen började byggas i området och orten började förvandlas från en enkel alpäng till ett turistmål. I och med att den alpina skidåkningen och skidklättringen började utvecklas blev Breuils sluttningar målet för de första skidåkarna, vilket påskyndade omvandlingen till en viktig turistdestination.
Några piemontesiska entreprenörer, som ville bygga nya vattenkraftverk för Società Idroelettrica Piemontese, utforskade dalarna i Aostadalen, bland annat Valtournenche. Under utforskningarna och de första vattenkraftverken i nedre Valtournenche såg entreprenören och ingenjören Dino Lora Totino i Breuil-Cervinia möjligheten att skapa en förstklassig turistort. 1934 grundade Lora Totino tillsammans med andra piemontesiska entreprenörer Società Anonima Cervino med målet att omvandla Breuil-Cervinia till ett viktigt turistmål genom att bygga moderna skidliftar.
År 1934 byggdes en bilväg som förbinder Valtournenches huvudort Pâquier med Breuil. Två år senare invigdes linbanan Breuil-Plan Maison (2555 meter över havet).
År 1939 byggde Agudio en ny linbana från Plan Maison till Testa Grigia på 3480 meters höjd, mitt i den fleråriga isen på Plateau Rosa, vid den schweiziska gränsen. Det var en av de mest moderna anläggningarna i världen och den högsta i Italien. I närheten av Plateau Rosa byggdes också ett observatorium för fysik för kosmisk strålning och fysik för jordens atmosfär, som nu används som forskningsstation för det nationella forskningsrådet (CNR).
Efter kriget byggdes de första skidliftarna runt Breuil-Cervinia och Plan Maison. 1952 byggdes en ny linbana från Plan Maison till Furggen, på initiativ av Dino Lora Totino. Det var en linbana med ett enda spann och den var så lång att planerarna var tvungna att ta hänsyn till jordens krökning när de utformade den. Denna linbana och den tillhörande backen var så otillgänglig att man efter att några personer som fallit från Furggen dött beslutade att bygga en tunnel på berget som skulle göra det lättare för skidåkare och Matterhorn Company att ta sig ner till glaciären nedanför och undvika den mest utsatta delen av backen för mindre erfarna skidåkare.
På 1950-talet valdes Breuil-Cervinia, Plateau Rosa och Matterhorn av Club Alpino Italiano och Ardito Desio som platser för att förbereda den berömda expeditionen till K2 1954, med Achille Compagnoni och Walter Bonatti.
År 1961 fick linbanan Plan Maison-Cime Bianche-Plateau Rosa ett nytt system som byggdes av Piemonte Funivie. 1963 ersattes också linbanan Breuil-Plan Maison, den första linbanan som byggdes i Breuil-Cervinia, av en ny, stor linbana. En andra linbana byggdes också bredvid den för att fördubbla liftarnas kapacitet per timme.
1962 färdigställdes Bobsleighbanan "Lac Bleu" nära Blue Lake och invigdes av OS-mästaren Eugenio Monti.

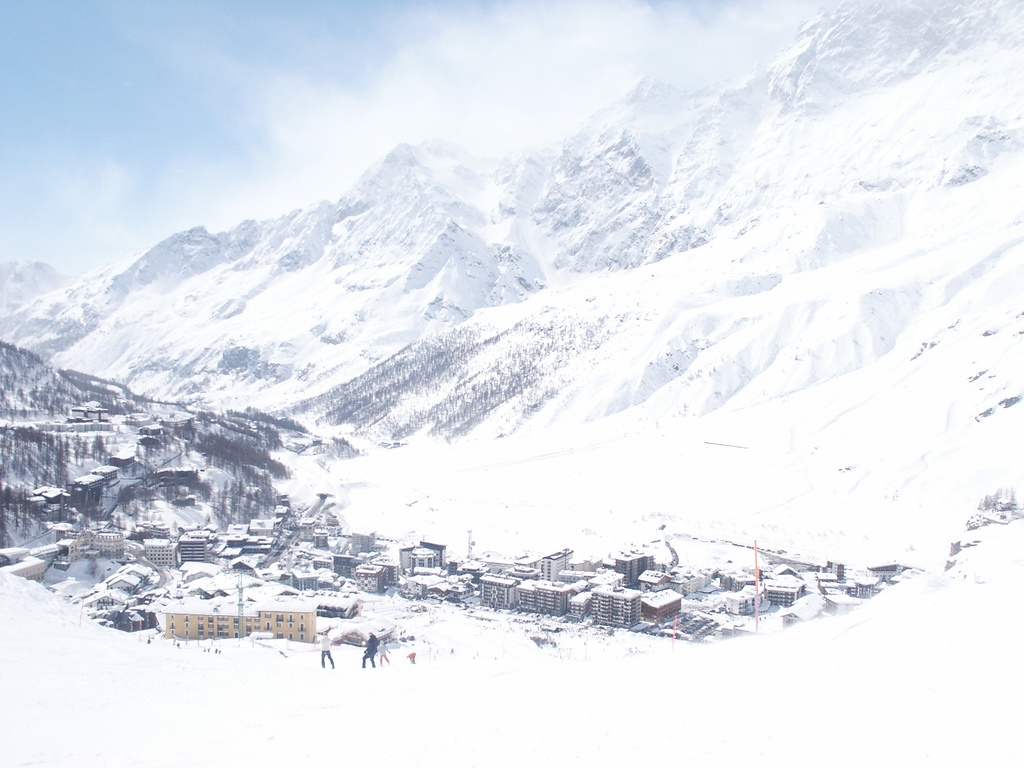
Vinterpanorama

1972 byggde företaget Leitner den första tvåsitsiga stolliften i Cielo Alto. År 1982 gjordes anslutningen till Valtournenche skidliftar. År 1986 ersattes linbanan Breuil-Plan Maison 1 med en 6-sitsig Leitner-gondollift, och 1988 öppnades den långa linbanan Plan Maison-Laghi Cime Bianche. 1991 ersattes Plateau Rosa linbanan av en linbana med 140 passagerarkabiner från företaget Hölzl. Cime Bianches stålrep tillverkades av företaget Redaelli i Gardone Val Trompia.

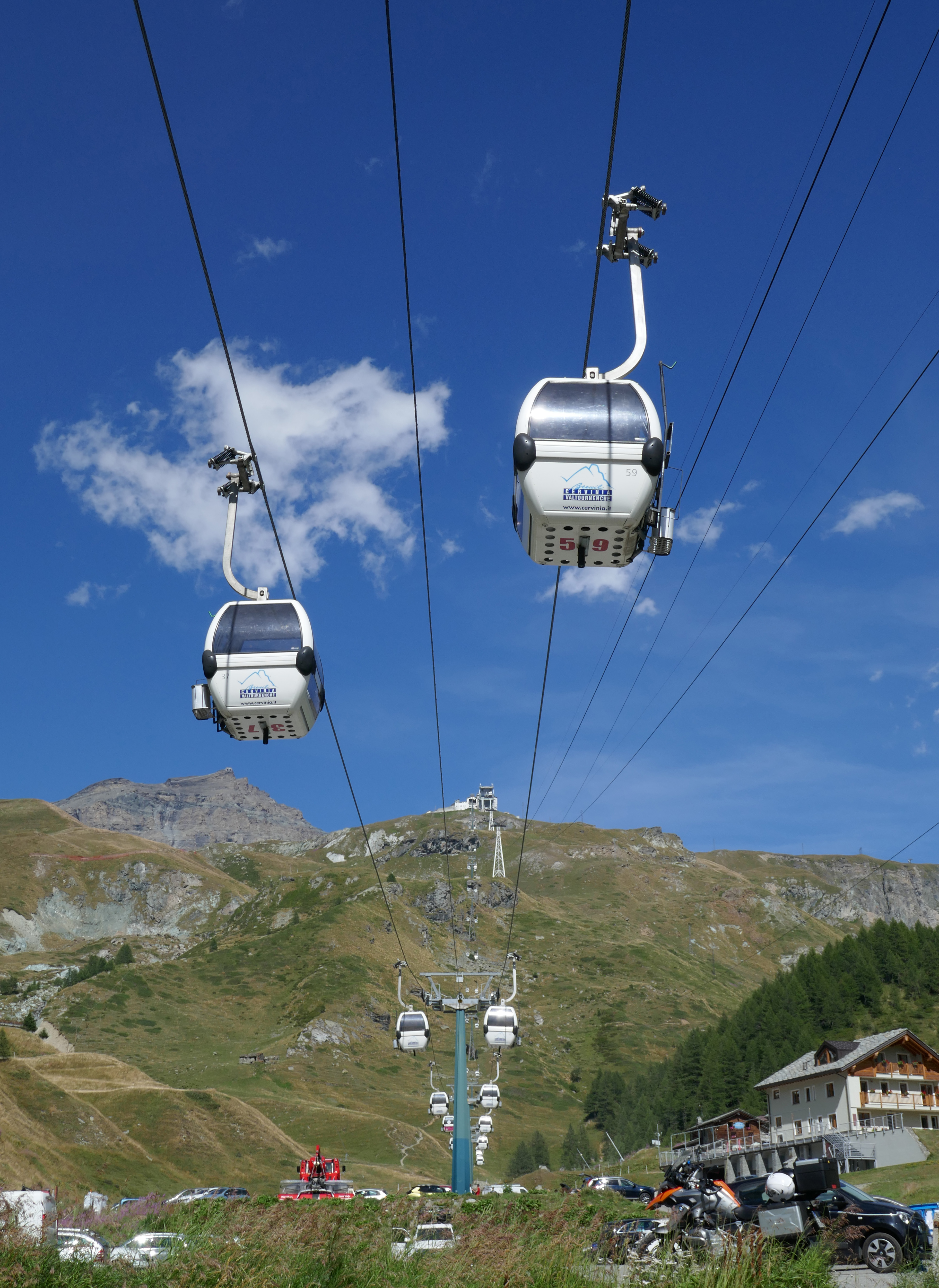
Linbana till Plan Maison

Senare började Breuil-Cervinia drabbas av en nedgång i antalet besökare. Av samma anledning stängdes och övergavs Furggen linbana 1993, eftersom den knappt användes på grund av vinden och dessutom skadades svårt i en olycka. Trots detta byggdes den första avskiljbara stolsliften, Bontadini, 1995, som ersatte en tidigare skidlift. Anläggningarna för konstsnötillverkning har också uppgraderats. Tre år senare byggdes de automatiska fyrsitsiga stolarna Plan Maison och Fornet som ersatte skidliftarna.
På 2000-talet fick Matterhorn Company stora ekonomiska svårigheter och kunde inte investera i anläggningen. Tack vare regional finansiering kunde man 2006 bygga två moderna stolliftar, Crétaz och Campetto, som ersatte de gamla liftarna. Under 2008 ledde ökande ekonomiska svårigheter till att familjen Cravetto, den historiska operatören av Breuil-Cervinia-liften, beslutade att sälja majoriteten av aktierna i Cervino S.p.A.. Dessa köptes av den autonoma regionen Valle d'Aosta (ca 70 %, resterande 30 % förvaltas av privatpersoner), och företaget blev därmed offentligt, liksom de flesta av sina motsvarigheter i Valle d'Aosta som är verksamma inom sektorn. Den nya ledningens första steg mot modernisering togs 2009, då Pancheron hexaplace-stolliften invigdes.
År 2010 demonterades dock Bardoney-stolliften med två säten, som byggdes 1980 för att ersätta den gamla och olämpliga skidliften med samma namn. Under säsongen 2011-2012 renoverades linbanan Plateau Rosa av företaget Doppelmayr.
Tack vare sin snabba och ständiga tillväxt under 1900-talet blev Breuil-Cervinia och dess skidområde, liksom många andra skidorter som Courmayeur, Chamonix-Mont-Blanc, Limone Piemonte, Pila, Sauze d'Oulx, Sestriere, Zermatt och Sankt Moritz, ett jungfruligt område för arkitektoniska och tekniska experiment i syfte att utveckla modern alpin arkitektur och ny teknik som skulle användas i byggnader och linbanor. Exempel på denna forskning är byggnaderna Cielo Alto, Casa del Sole, den ursprungliga Teodulo Refuge, Pirovano Refuge och, när det gäller skidliftar, linbanan Breuil-Plan Maison och hotellet Gran Baita, linbanan Plateau Rosa, linbanan Plan Maison - Monte Furggen.
Bland de arkitekter som övervakade stadsutvecklingen av orten finns viktiga namn som Carlo Mollino, Francesco Dolza, Giovanni Muzio, Franco Albini och Mario Galvagni.

## Monument och sevärdheter

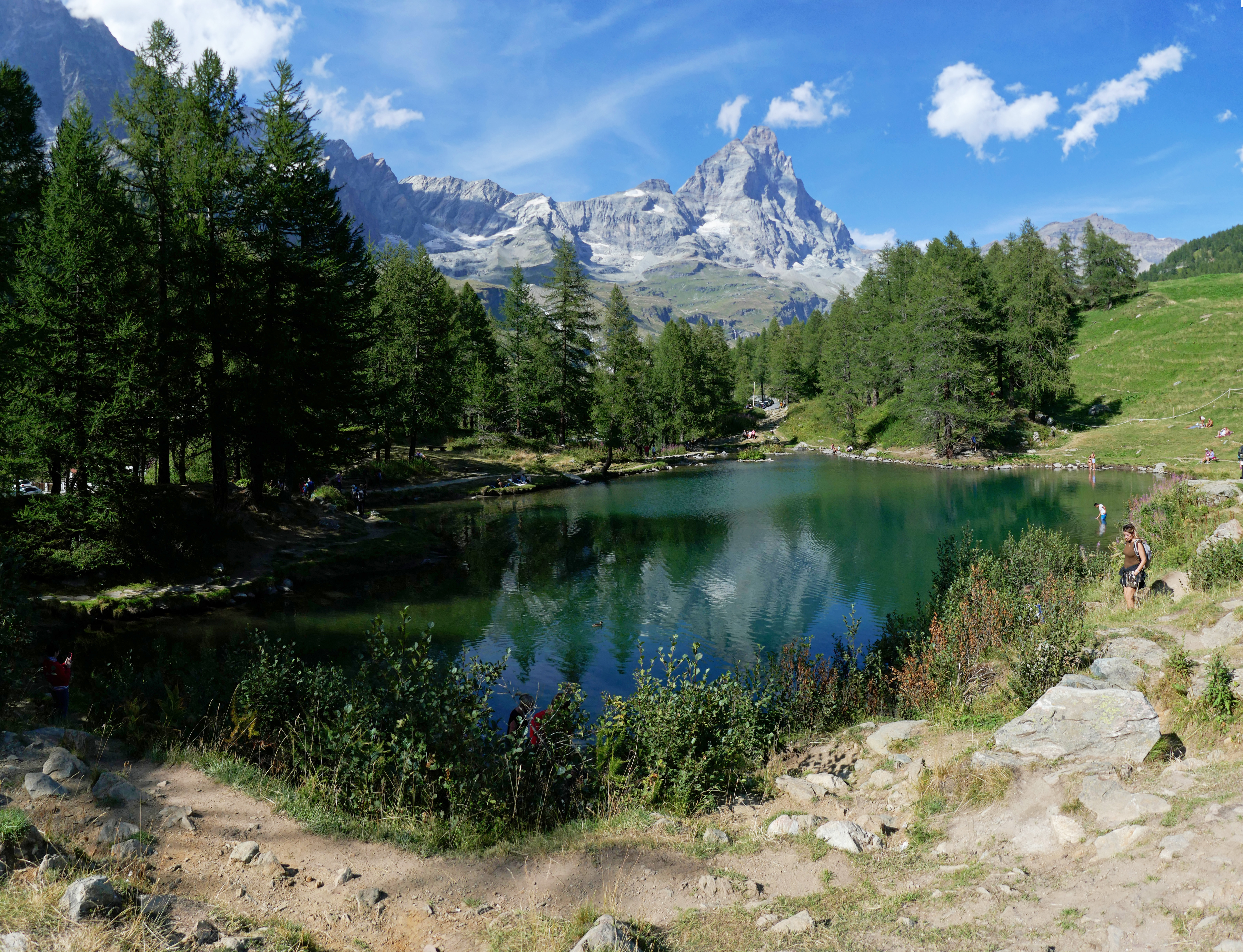
Lago Blu

### Platser
- Lago Blu (Lac Bleu o Lac de Layet) - Blå sjön
- Lago Goillet - Sjön Goillet
- Plateau Rosa
- Plan Maison
- Colle superiore delle Cime Bianche - Övre Col des Cime Bianche
- Bec del Pio Merlo

### Civil arkitektur
- Ankomststationen i Furggen (av arkitekten Carlo Mollino)
- Jean-Antoine Carrel Flykting
- Duca degli Abruzzis stuga i Oriondé
- Giovanni Bobba bergsstuga
- Matterhorn Guides stuga
- Teodulo Refuge
- Komplexet Cielo Alto
- Solens hus
- Pirovano Refuge
- Gran Baita Hotel

### Religiös arkitektur
- Notre-Dame-des-Ermites kapell, byggt av Amé Perron och Jean-Antoine Aymonod på 1500-talet.
- Kyrkan Notre-Dame-des-Neiges, byggd på 1950-talet.
- St Anne och Johannes Paulus II:s kapell
- Alpini-kyrkan, tillägnad den alpina skidbataljonen i Monte Cervino.
- Påvens kors, tillägnat påven Johannes Paulus II
- Carrel Cross

### Museer
- Luigi Amedeo di Savoia Hut
- Plateau Rosas arbetsmuseum: ett litet museum med fri entré som visar fotografier från den tiden och olika minnessaker om Breuil-Cervinia-skidliftarnas historia.

## Ekonomi

### Vinterturism
Breuil-Cervinias viktigaste ekonomiska resurs är turismen: det är en av de mest kända skidanläggningarna i Alperna. Anläggningarna är sammanlänkade med anläggningarna i Zermatt, på den schweiziska sidan av Matterhorn, och med anläggningarna i Valtournenche, vilket bildar ett enda skidområde (med över 350 km backar), kallat Matterhorn Ski Paradise, inte långt från Monterosa Ski Area.
Cervino s.p.a., som äger skidliftarna i skidområdet Breuil-Cervinia och Valtournenche med säte i Breuil-Cervinia, äger också skidliftarna i kommunen Chamois och skidliftarna i kommunen Torgnon.
Skidområdet är mycket omfattande och garanterar god snökvalitet under hela säsongen, eftersom det ligger på hög höjd (2 050-3 500 meter över havet).
År 2022 är hissarna följande:

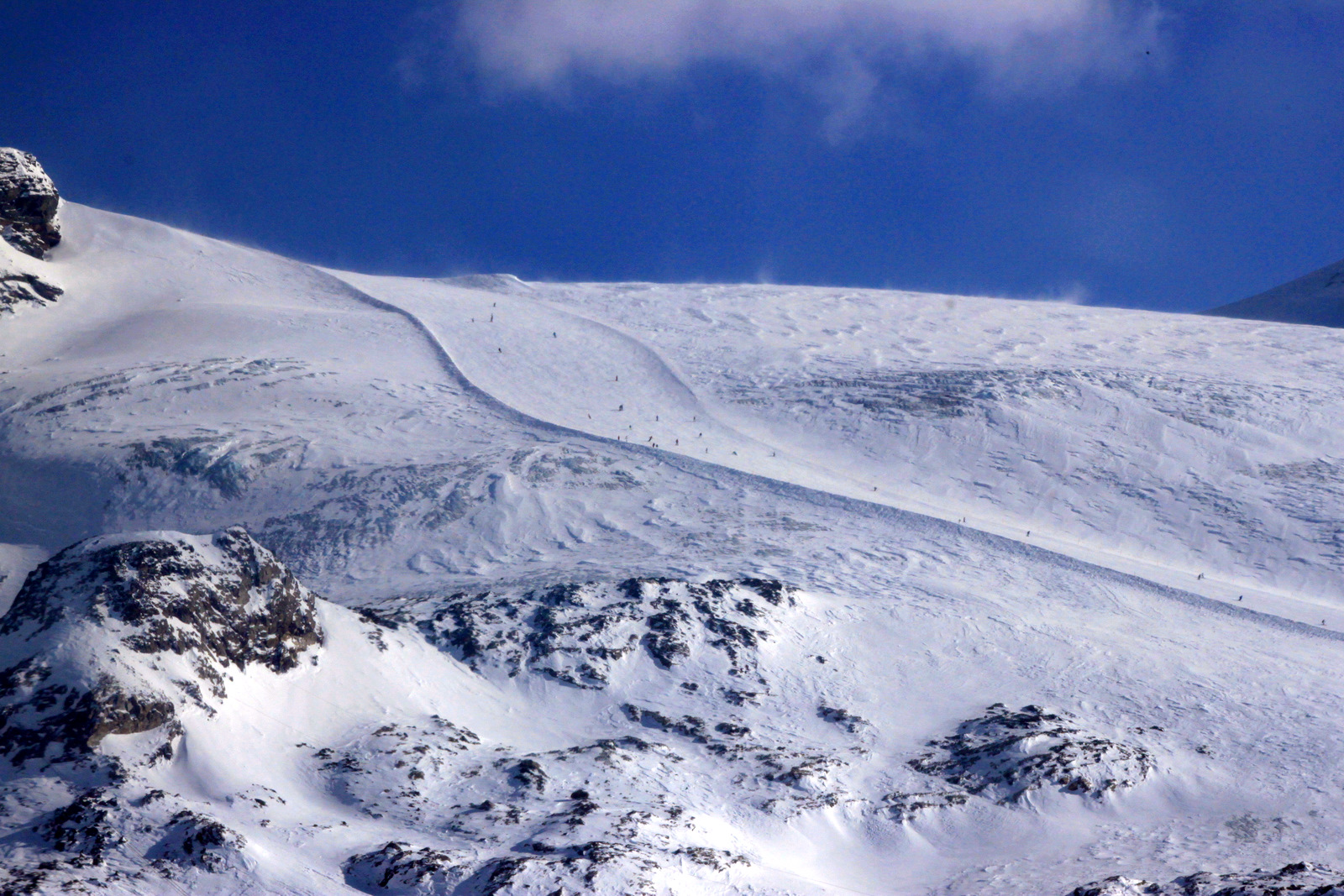
Ventina

- Linbanan Breuil-Plan Maison, byggd av företaget Leitner 1986 och renoverad 2006 (de gamla Leitner-kabinerna ersattes med kabiner från det schweiziska företaget CWA).
- Breuil-Plan Maison 2 linbana, byggd av företaget Ceretti Tanfani 1963.
- Linbanan Plan Maison-Laghi Cime Bianche, byggd av företaget Leitner 1988 och renoverad 2008.
- Linbanan Laghi Cime Bianche-Plateau Rosa, byggd av företaget Hölzl 1991, renoverad 2011
- Plan Maison fyrsitsig stollift, byggd av företaget Leitner 1998.
- Fornet 4-sitsig stollift, byggd av företaget Leitner 1998.
- Bontadini 4-sitsig stollift, byggd av företaget Leitner 1995.
- Crétaz 6-sitsig stollift, byggd av företaget Leitner 2006.
- Pancheron 6-sitsig stollift, byggd av företaget Leitner 2009.
- 4-sitsig stollift Campetto, byggd av företaget Leitner 2006.
- Den tvåsitsiga stolsliften Cielo Alto, byggd av Leitner 1972, renoverad 2005.
- Tre-sitsig stollift Lago Goillet, byggd av företaget Leitner 1988.
- Gran Sommetta 6-sitsig stollift, byggd av företaget Leitner 2022, som ersätter skidliften.
- Skidlift baby La Vieille, byggd av företaget Leitner 1990
- Löpband Crétaz, byggt 2006
- Löpband Plan Maison, byggt 2010

Breuil-Cervinia har, om vädret tillåter, förbindelse med Zermatt (när de italienska liftarna är öppna) via glaciären Plateau Rosa och med Valtournenche-delen av skidområdet via Cime Bianche övre col. Tack vare distriktets stora höjd (2 000-3 500 meter på Breuilsidan, upp till 3 900 meter i Gobba di Rollin på den schweiziska sidan) sträcker sig skidsäsongen från början av november till början av maj. På sommaren kan man också åka skidor i de schweiziska liftarna i sluttningarna på glaciären Plateau Rosa.
Breuil-Cervinia har också en anläggning för längdskidåkning under sommarsäsongen.

### Sommarturism
På sommaren kan du spela golf på 18-håls golfklubben Cervino Golf Club, en av de högst belägna banorna i världen (2050 m), som grundades 1955.
Breuil-Cervinia är också utgångspunkten, via den italienska normalvägen, för bergsbestigningar på Matterhorn, en topp som har gjort den europeiska bergsbestigningens historia i Alperna, samt utgångspunkten för flera bergsbestigningar på topparna i Grandes Murailles.
Den alpina orten erbjuder också många vandringsleder på medelhög och hög höjd med en fantastisk utsikt över Valtournenche, Val d'Ayas, Mattertal och de olika topparna med utsikt över Aostadalen och det schweiziska Valais.
Breuil-Cervinia har också blivit ett viktigt centrum för mountainbike och downhill under det senaste decenniet och erbjuder flera spår och leder som passar alla svårighetsgrader. Under 2011 lades två spår till, utöver de som redan fanns, vilket innebär att antalet downhill och freeride-spår uppgår till fyra. Sedan 2014 finns det nio leder, inklusive de som leder till byn Valtournenche.
På sommaren kan man delta i ett intressant turistprojekt som omfattar flera orter i Aostadalen, bland annat Breuil-Cervinia, och som heter Alpages Ouverts, där turisterna får uppleva livet på alpernas betesmarker under en dag, med provsmakning av inhemska ostar som Fontina DOP och olika lokala alpostar.

Cervino Golf Club

## Jordbruk
Där det finns skidbackar på vintern och runtomkring bergsbyn på sommaren finns det många alpina betesmarker som är hem för uppfödare av röda och svarta Pied Valle d'Aosta nötkreatur, getter och får. Ostproduktionen är faktiskt betydande.
Ibland kan man se ett stort antal bikupor mitt i sommarängarna. Detta beror på att den rika högfjällsfloran gör det möjligt för biodlarna att producera utmärkt honung på sommaren.

## Sport

### Alpin skidåkning

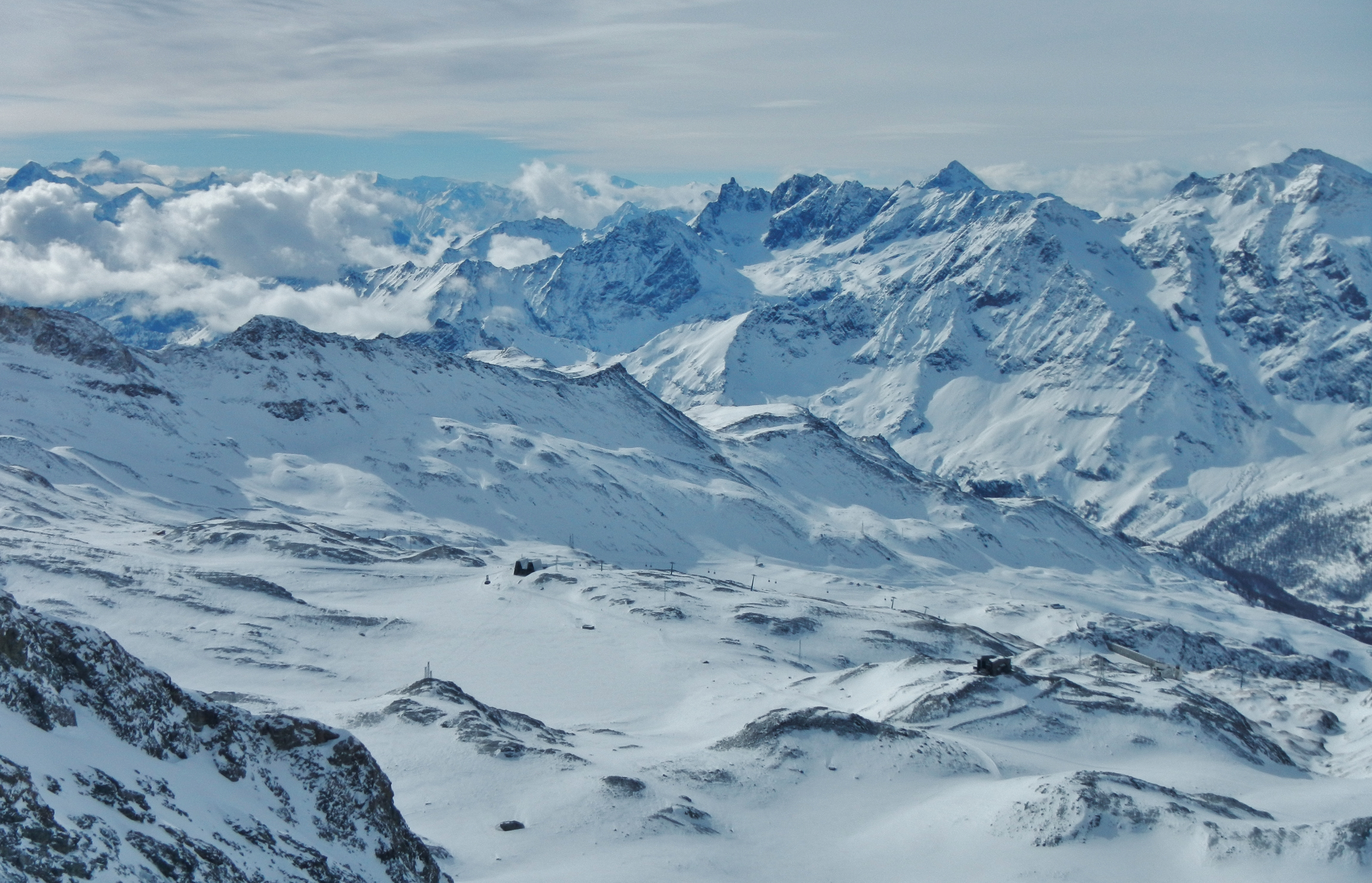
Panorama över skidorten

Breuil-Cervinia var värd för världscupen i alpin skidåkning för damer under säsongen 1977-1978 den 10 december 1977, för första gången i ortens historia, med en särskild slalomsträcka på Cielo Alto. Tävlingen vanns av fransyskan Perrine Pelen, följd av hennes landsman Fabienne Serrat och Hanni Wenzel, som vann den totala och specialiserade slalomrankningen för säsongen.
Från och med säsongen 2022-2023 kommer Breuil-Cervinia och Zermatt (Schweiz) att stå som värd för en gränsöverskridande etapp av den alpina världscupen i skidåkning. Det är första gången i cupens historia. Tävlingarna är herrarnas och damernas utförsåkning. Den utsedda backen är Gran Becca, som är resultatet av en blandning av flera backar i området Matterhorn Ski Paradise: idrottarna kommer att starta från Gobba di Rollin på 3 899 m.ö.h., på schweiziskt territorium, och följa Ventina-backen, på italienskt territorium, för att komma fram till stationen Cime Bianche Laghi. Namnet är Matterhorn på patois valtournain, den lokala dialekten.
Ett speciellt och spektakulärt evenemang med anknytning till alpin skidåkning i Breuil-Cervinia var Azzurrissimo, en skidtävling som hölls i Ventina-backen, 11 kilometer lång och omgärdad av det symboliska antalet 100 grindar. Skidklubbar, idrottscentra, militära idrottsgrupper, men även vanliga människor, showbusinessfolk, journalister och idrottare deltog i evenemanget. Tävlingens anda byggde på att alla mot alla möttes på skidor och att de olika disciplinerna inom alpin skidåkning blandades i en enda tävling. Det blev ett internationellt evenemang med deltagande av idrottare från olika nationer och skapandet av ett nätverk av evenemang i Crans Montana och Baqueira-Beret, som är väntade med Azzurrissimo. Den första upplagan av Azzurrissimo kom 1987 och den tionde och sista 1998. Den kördes i början av maj, i slutet av tävlingssäsongen och i slutet av de olika mästerskapen. Detta gjorde det möjligt för stora namn inom disciplinen att närvara och att dela ut priset till Italiens snabbaste skidklubb.

### Snowboard cross
Breuil-Cervinia var värd för världscupen i snowboardcross fyra gånger, under säsongerna 2018, 2019, 2020 och 2022, och blev därmed en fast etapp i tävlingen. Breuil-Cervinia skulle också vara värd för en etapp under säsongen 2021, men den ställdes in på grund av pandemin av Coronavirus.

### Cykling
Breuil-Cervinia har fem gånger varit ankomstplats för en etapp i Giro d'Italia, 1960, 1997, 2012, 2015 och 2018.
Vägarna i Breuil-Cervinia har också varit värd för flera upplagor av Giro ciclistico della Valle d'Aosta, ett evenemang för ungdomar under 23 år som har lanserat många internationellt kända cyklister som Ivan Gotti och Fabio Aru.
På sommaren kan du åka utförsåkning på utrustade leder. Maxiavalanche-tävlingen, som anordnas i augusti och som består av en utförsåkning från Plateau Rosas 3 500 meter höga glaciär till orten Breuil-Cervinia, är välkänd.

### Bobsleigh och skeleton
Bobbanan "Lac Bleu" ligger i Breuil-Cervinia och har varit värd för världsmästerskapen tre gånger: 1971, 1975 och 1985, samt för Europamästerskapen vid fyra tillfällen: 1969, 1973, 1987 och 1991. 1991 togs den slutligen ur bruk på grund av de mycket höga driftskostnaderna och kostnaderna för de renoveringar som banan skulle ha behövt genomgå.
Bobbanan kunde ha varit en olympisk anläggning vid två tillfällen: det första när staden Aosta ansökte om att få stå värd för XVIII:e olympiska vinterspelen 1998, som senare tilldelades staden Nagano. Den andra, när anläggningen övervägdes för att hålla tävlingarna i bob, skelett och rodel vid de XX olympiska vinterspelen i Turin 2006, men valet föll på att bygga den olympiska anläggningen i Cesana Pariol.

### Hastighetsskidåkning (speed skiing eller kilometre lancé)
Breuil-Cervinia var platsen för flera upplagor av tävlingar i snabbskidåkning. Backen var ofta den enda på banan som gjorde det möjligt att sätta nya rekord i disciplinen.
År 2005 hölls världsmästerskapen i Breuil-Cervinia.

### Skidklättring
Skidåkning i Breuil-Cervinia är en sann symbol. Innan skidliftarna byggdes invaderades de så kallade skidfälten av skidåkare som utövade skidklättring, med utgångspunkt i Breuil-Cervinia, som kom till Plan Maison och, för de mest erfarna och djärva, till Plateau Rosa, för att sedan ta sig ner i dalen igen.

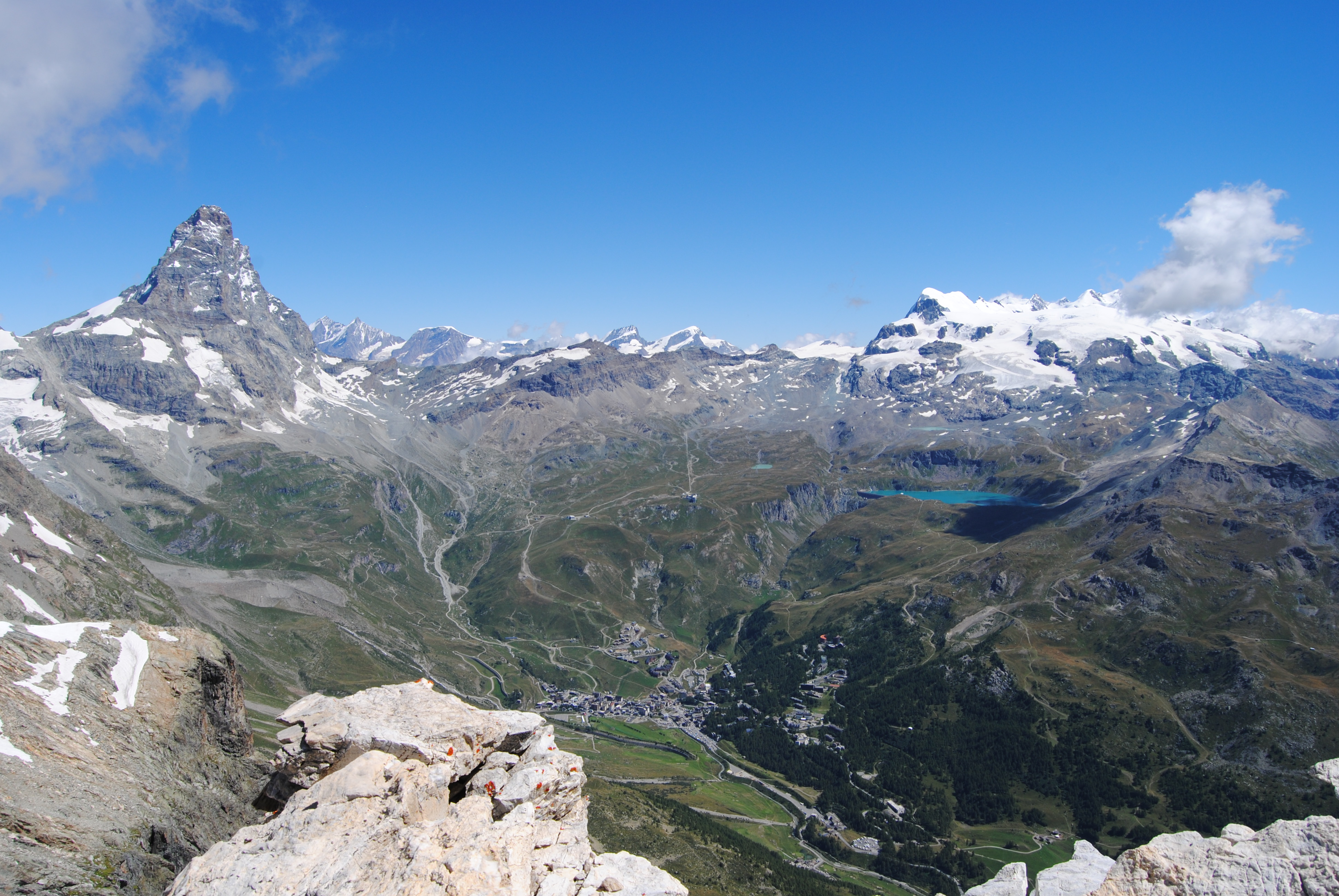
Panorama över Cervino och Breuil-Cervinia

Breuil-Cervinia är tillsammans med Gressoney-La-Trinité värd för en av de äldsta och mest historiska tävlingarna i skidklättring: Mezzalama Trophy.

## Evenemang
I 25 år har Breuil-Cervinia varit värd för Cervino CineMountain, en filmfestival med fokus på bergs-, äventyrs- och naturdokumentärer. Matterhorn CineMountain är medlem i International Alliance for Mountain Film och delar ut Mountain Film Oscar, priset för bästa bergsfilm från de olika bergsfilmfestivaler som är medlemmar i alliansen. Matterhorn CineMountain delar också ut stora priser, priser för lång-, mellan- och kortfilmer samt animerade filmer.
Från och med 2019, i juli, kommer Breuil-Cervinia också att vara värd för Settimana del Cervino, ett evenemang som uppmuntrar till kontakt med naturen, miljömässig hållbarhet och respekt för bergsmiljön med en rad kulturella möten mellan personer från underhållningsbranschen, idrottsmän, experter på temat berg och natur, samt kvällsshower och vandringar som syftar till att öka medvetenheten om ovannämnda teman runt om i byn Breuil-Cervinia.